# Double Spring (Nevada)
Double Spring es un lugar designado por el censo ubicado en el condado de Douglas en el estado estadounidense de Nevada. En el año 2010 tenía una población de 158 habitantes.

## Geografía
Double Spring se encuentra ubicado en las coordenadas 38°46′44″N 119°36′55″O / 38.77889, -119.61528.